# Live + 1 (Crowbar)
Live + 1 è un EP del gruppo musicale sludge metal Crowbar, pubblicato il 29 marzo 1994.

## Tracce
1. High Rate Extinction – 3:09
2. Self Inflicted – 2:38
3. Fixation – 3:52
4. I Have Failed – 4:42
5. All I Had (I Gave) – 3:46
6. Numb Sensitive – 3:44

## Formazione
- Kirk Windstein - voce e chitarra
- Matt Thomas - chitarra
- Todd Strange - basso
- Craig Nunenmacher - batteria